# Gieorgij Tibiłow
Gieorgij Wasiljewicz Tibiłow (ros. Георгий Васильевич Тибилов; ukr. Георгій Васильович Тібілов; ur. 6 listopada 1984) – rosyjski i od 2008 roku ukraiński zapaśnik walczący w stylu wolnym. Olimpijczyk z Pekinu 2008, gdzie zajął piąte miejsce w kategorii 96 kg.
Wicemistrz Europy w 2008. Mistrz świata juniorów w 2003 i Europy w 2004. Czwarty w drużynie w Pucharze Świata w 2008 roku.
Trzeci na Rosji juniorów w 2003 i 2004 roku.